# جاك راين
جاك راين، شخصية خيالية أنشأها المؤلف توم كلانسي وظهرت في رواياته «راينفرس» أو «كون راين»، والتي تصدرت باستمرار قائمة أكثر الكتب مبيعًا لنيويورك تايمز على مدار 30 عامًا. منذ وفاة كلانسي في عام 2013، واصل أربعة مؤلفين آخرين نشر سلسلة روايات راين بموافقة عائلة كلينسي، وهم مارك غريني، وغرانت بلاكوود، ومايك مايدن، ومارك كامرون.
جاك ريان هو ابن مخبر في شرطة بالتيمور وممرضة، وهو جندي سابق في البحرية الأمريكية، أصبح أستاذًا مدنيًا لمادة التاريخ في أكاديمية القوات البحرية في الولايات المتحدة. انضم ريان لاحقًا إلى وكالة الاستخبارات المركزية كمحلل وضابط ميداني ليترك عمله بعدما أصبح مديرًا للوكالة كي يشغل منصب مستشار الأمن القومي للرئيس الأمريكي ومن بعدها يتبوأ نيابة الرئاسة والرئاسة الأمريكية في أعقاب هجوم إرهابي تعرّض له مبنى الكابيتول. خدم ريان في منصبه لولايتين غير متتاليتين تعامل خلالهما مع الأزمات الدولية في أوروبا والشرق الأوسط وآسيا وأفريقيا.
صُورت قصص جاك ريان في سلسلة أفلام، لَعب شخصيته فيها الممثلين أليك بالدوين وهاريسون فورد وبن أفليك وكريس باين. حققت سلسلة أفلام جاك ريان إيرادات إجمالية في جميع أنحاء العالم تصل إلى 788.4 مليون دولار حتى الآن، ما يجعلها في المرتبة 57 عالميًا من ناحية الدخل الإجمالي. آخر من مثّل شخصية جاك راين كان الممثل جون كراسينسكي في مسلسل يُعرض على شبكة الإنترنت من أمازون برايم وعُرض لأول مرة في 30 أغسطس عام 2018.

## نشأته
ولد ريان في عام 1950 لعائلة كاثوليكية إيرلندية في بالتيمور، ماريلاند. كان والده إيميت ويليام راين ملازمًا في إدارة شرطة بالتيمور ومحاربًا سابقًا في الحرب العالمية الثانية. خدم شقيقه الأكبر في الفرقة 101 المحمولة جوًا في الجيش الأمريكي في معركة الثغرة غرب أوروبا. كانت والدته كاترين بيرك راين ممرضة. بعد تخرجه من مدرسة لويولا الثانوية التحق راين بجامعة بوسطن وتخرج حاملًا البكالوريوس في الاقتصاد وعُيّن ملازمًا ثانيًا في سلاح مشاة البحرية الأمريكية. أثناء انتظار موعد التحاقه بالخدمة اجتاز اختبار المحاسب القانوني.
بعد إنهاء دورة تدريب الضباط في قاعدة مشاة البحرية كوانتيكو بولاية فرجينيا، خدم راين لفترة قصيرة قائدًا لفرقة مشاة في البحرية الأمريكية، لكن مسيرته العسكرية توقفت عن عمر يناهز 23 عامًا عندما تحطمت مروحية استقلها أثناء تدريبات لحلف شمال الأطلسي فوق جزيرة كريت اليونانية. أصيب راين بجروح خطيرة في ظهره ولم ينجح الأطباء بعلاجه تمامًا فتعاطى المسكنات لفترة طويلة حتى أصبح مدمنًا عليها، غادر عمله في مشاة البحرية لإصابته بعجز دائم واضطراره لارتداء دعامة لظهره. قرر حينها العمل في البورصة واجتاز امتحان السمسرة بنجاح ليُعيَّن في مكتب مريل لينش ببالتيمور.
توفي والدا ريان في حادث تحطم طائرة في مطار شيكاغو ميدواي الدولي بعد 19 شهرًا من تحطم الطائرة في جزيرة كريت، فتطور لديه خوف من الطيران استمر سنوات.

## مسيرته المهنية المدنية
أثناء إدارته محافظ العملاء، بدأ ريان باستثمار أمواله الخاصة فاستثمر حوالي 100 ألف دولار لتصل أرباحه إلى أكثر من 6 ملايين. عندما بلغت ثروته 8 ملايين دولار أمريكي، ترك راين عالم الاستثمار وقرر متابعة دراسته ليتم ثماني دورات لطلاب الدكتوراه في التاريخ في جامعة جورجتاون بواشنطن، ويصبح بعدهًا أستاذًا مدنيًّا في أكاديمية القوات البحرية الأمريكية.

## مسيرته المهنية مع وكالة الاستخبارات الأمريكية
بناءً على توصية من الأب تيم أورايلي وهو قس وأستاذ يسوعي في جامعة جورج تاون في واشنطن العاصمة إلى وكالة الاستخبارات المركزية، طُلب من راين العمل مستشارًا للوكالة، فوافق وقضى عدة أشهر في مقرها في لانغلي بفرجينيا، وكتب ورقة بعنوان «الوكلاء والوكالات» أكد فيها أن الإرهاب الذي ترعاه الدولة هو عمل حرب. اخترع أيضًا مصيدة الكناري، وهي طريقة لكشف مسرّبي المعلومات، والتي تتضمن إعطاء نسخ مختلفة من مستند حساس (غير حقيقي) لكل مشتبه بهما يتيح كشف المسرب من خلال معرفة النسخة التي سُرّبت.

## رواية ألعاب وطنية (باتريوت غيمز) عام 1987
أثناء وجوده في لندن مع عائلته، صادف راين محاولة جماعة إرهابية في خطف أمير ويلز وعائلته، فأحبط الهجوم بقتل أحد المسلحين وإصابة شخص آخر بجروح في هذه العملية، وكرّمته ملكة بريطانيا وقلّدته وسامًا.
استطاع المسلح المقبوض عليه الهرب من السجن وبدأ سعيه في الانتقام من راين الذي قتل أخاه فهاجم عائلة راين. كانت هذه الحادثة السبب وراء موافقة راين على الانضمام لوكالة الاستخبارات الأمريكية ليتمكن خلال عمله من جمع المعلومات عن المنظمة المسؤولة عن محاولة الاختطاف.

### رواية الأرنب الاحمر عام 2002
أول مهمة لرايان في وكالة الاستخبارات المركزية كانت في لندن، إذ كان راين عضوًا في مجموعة اتصال وتنسيق أرسلت من أمريكا لتتعاون مع جهاز المخابرات السرية البريطاني. استُدعي ريان بدايةً لتقييم الحكومة والاقتصاد السوفييتيين، ثم كُلّف بالمساعدة في انشقاق ضابط في وكالة الاستخبارات الروسية اكتشف أن رئيسه يوري أندروبوف أمر باغتيال البابا يوحنا بولس الثاني.

### رواية صيد أكتوبر الأحمر عام 1984
خطط النقيب فيرست ماركو راميوس، قائد الغواصة البحرية السوفيتية «أكتوبر الأحمر»، وهي أحدث غواصة مجهزة بصواريخ للانشقاق مع ضباطه وجنوده وكانت مهمة راين ضمان هروبهم وقد نجح بتحقيق ذلك.

### رواية كردينال الكريملين – عام 1988
أعيد تعيين راين في مقر وكالة الاستخبارات المركزية في لانغلي، وأصبح مساعدًا خاصًا للأدميرال جرير. أُرسل إلى موسكو كجزء من فريق أمريكي للحدّ من انتشار الأسلحة النووية وطلب منه لاحقًا تأمين خروج أهم عميل أمريكي في روسيا، كان اسم العميل «كردينال».
إضافة لروايات أخرى منها:
- الخطر الواضح والحاضر عام 1988
- مجموع كل المخاوف عام 1989
- دين الشرف عام 1994

## إدارة راين الأولى
| المنصب                          | الإسم              |
| الرئيس                          | جون راين           |
| نائب الرئيس                     | روبرت جاكسون       |
| وزير الخارجية                   | سكوت أدلر          |
| وزير الخزانة                    | جورج وينتسون       |
| وزير الدفاع                     | أنطوني بريتانو     |
| المدعي العام                    | باتريك مارتين      |
| كبير الموظفين                   | أرنولد فان دام     |
| مستشار الأمن القومي             | د. بنجامين غودلي   |
| قائد الجيوش المشتركة            | الجنيرال مايكل مور |
| مدير وكالة الاستخبارات المركزية | إيدوارد فولي       |
| مدير مكتب التحقيقات الفيديرالي  | دانييل موراي       |

تحدّثت عدة روايات من السلسلة عن إدارته الأولى ومنها:
- الأوامر الإدارية عام 1996
- الدب والتنين عام 2000

## إدارة راين الثانية
| المنصب                          | الإسم                   |
| الرئيس                          | جون راين                |
| نائب الرئيس                     | ريتشارد بولان           |
| وزير الخارجية                   | سكوت أدلر               |
| وزير الدفاع                     | روبرت بورغس             |
| المدعي العام                    | دانييل موراي            |
| وزير التجارة                    | ريجينا بارنز            |
| وزير الأمن الداخلي              | أندرو زيكو              |
| كبير الموظفين                   | أرنولد فان دام          |
| قائد الجيوش المشتركة            | الجنيرال دافيد اوبرماير |
| مدير الاستخبارات الوطنية        | ماري فولي               |
| مدير وكالة الاستخبارات المركزية | جاي كانفيلد             |

جُسّدت ولاية راين الثانية بعدة روايات وهي:
- حي أو ميت عام 2010
- مسجون عام 2010
- التهديد الموجّه عام 2012
- سلطة القيادة عام 2013
- القوة الكاملة وتأثيرها عام 2014
- القائد الأعلى عام 2015
- الإيمان الحقيقي والولاء عام 2016
- القوة والإمبراطورية عام 2017
- قسم اليمين عام 2018

## أبرز الأفلام
جسد العديد من الافلام شخصية جاك راين ومنها:
- صيد أكتوبر الأحمر عام 1990
- الألعاب الوطنية عام 1992
- الخطر الواضح والحاضر عام 1994
- مجموع جميع المخاوف عام 2002
- جاك راين: المجنّد الظل عام 2014

## الألعاب
بنيت العديد من الألعاب على شخصية جاك راين ومنها:
- صيد أكتوبر الأحمر إصدار عام 1987
- صيد أكتوبر الأحمر إصدار عام 1990
- مجموع جميع المخاوف إصدار عام 2002